# خط برتون
خط برتون (انگلیسی: Burton's line) نشانه‌ای بالینی است که در افراد مبتلا به مسمومیت با سرب یافت می‌شود. خط برتون یک خط بسیار نازک و سیاه-آبی است که در امتداد لبه لثه، در پایه دندان‌ها قابل مشاهده است. خط برتون در اثر واکنش شیمیایی میان یون‌های سرب در گردش خون و گوگرد تولید شده توسط باکتری‌های دهان ایجاد می‌شود و رسوبات سولفید سرب را در لثه‌ها تشکیل می‌دهد. این نشانهٔ پزشکی نخستین بار توسط هنری برتون در سال ۱۹۴۰ تشریح شد.